# Ken Buck
Kenneth Robert Buck (16 de fevereiro de 1959) é um advogado e político americano que representa o 4º distrito congressional do Colorado na Câmara dos Deputados dos Estados Unidos como republicano. De 30 de março de 2019 a 27 de março de 2021, Buck atuou como presidente do Partido Republicano do Colorado, substituindo Jeff Hays.
Ex-Procurador Distrital do Condado de Weld, Colorado, Buck concorreu sem sucesso para os EUA. Senado em 2010, perdendo por pouco para o democrata Michael Bennet. No Congresso, Buck emergiu como um dos principais defensores da aplicação antitruste no Partido Republicano.